# Луций Помпей Вописк
Луций Помпей Вописк (лат. Lucius Pompeius Vopiscus) — римский политический деятель второй половины I века.
Вописк, очевидно, происходил из Виенны. С марта по апрель 69 года он был консулом-суффектом вместе с Луцием Вергинием Руфом. На эту должность его назначил император Отон «по старой дружбе, как утверждал он сам [то есть Вописк], или чтобы проявить уважение к жителям Виенны, как говорили многие». 
Приёмным сыном Вописка был консул-суффект 77 года Квинт Помпей Вописк Гай Аррунций Кателлий Целер.